# Jules Dumont d'Urville
Jules Sébastien César Dumont d'Urville (Condé-sur-Noireau, 23 mei 1790 – Meudon, 8 mei 1842) was een Frans marine-officier en ontdekkingsreiziger. Hij maakte drie reizen om de wereld, waarbij hij het zuiden en westen van de Stille Oceaan, Australië en Antarctica verkende. 

## Loopbaan
Als kind ontwikkelde Dumont d'Urville een liefde voor de plantkunde, hierin gestimuleerd door zijn oom, die parochiepriester was in Croisilles. Op 17-jarige leeftijd ging hij bij de Franse marine.

### Venus van Milo
Een belangrijke vondst gebeurde in 1820 toen hij tijdens een missie op de Griekse Eilanden achter het bestaan van een antiek meesterwerk van rond 130 v.Chr. kwam: de Venus van Milo. Hij trof het standbeeld aan bij een Griekse boer die het had opgegraven. Hij overtuigde de Franse ambassadeur in Constantinopel het werk aan te kopen als geschenk voor koning Lodewijk XVIII. Zo kwam het beeldhouwwerk in het Louvre terecht.

### Ontdekkingsreizen
Terug in Frankrijk kreeg Dumont d'Urville de rang van capitaine de vaisseau.
In 1822 reisde hij als tweede in rang aan boord van La Coquille naar de Stille Oceaan. Na een reis om de wereld die ongeveer drie jaar duurde, bracht hij een mooie verzameling dieren en planten terug.
In 1826 werd hij weer naar de Stille Oceaan gestuurd, waar hij als kapitein aan boord van de Astrolabe de kusten van Nieuw-Guinea, Nieuw-Zeeland en andere eilanden in kaart bracht. In 1827 nam hij aan de zeezijde van het eilandje Bare Island huizen en boten waar. In 1828 vond hij op Vanikoro sporen van de noodlottig afgelopen Franse expeditie van Jean-François de La Pérouse (1741-1788). Hij vond er kanonnen, kanonskogels en ankers.
Tussen 1837 en 1840 ondernam hij met twee schepen, de Astrolabe en de Zélée, een derde reis om de wereld. Hij deed Tahiti, Tonga, Samoa, Nieuw-Zeeland en Tasmanië aan. In februari 1838 deed hij een eerste, mislukte poging om de kust van Antarctica te bereiken. Bij een nieuwe poging in januari 1840 zeilde hij langs de Zuidelijke Poolgebieden, die hij de Adéliekust noemde, naar zijn vrouw. Op een eiland voor die kust plantte hij de Franse vlag. De Adéliekust maakt nu deel uit van Terre Adélie of Adélieland, een deel van de Franse Zuidelijke Gebieden. Later werden de d'Urvillezee, de Kaap d'Urville en d'Urville-eiland (Nieuw-Zeeland) naar hem genoemd. Ook een Franse zuidpoolbasis werd naar hem genoemd.

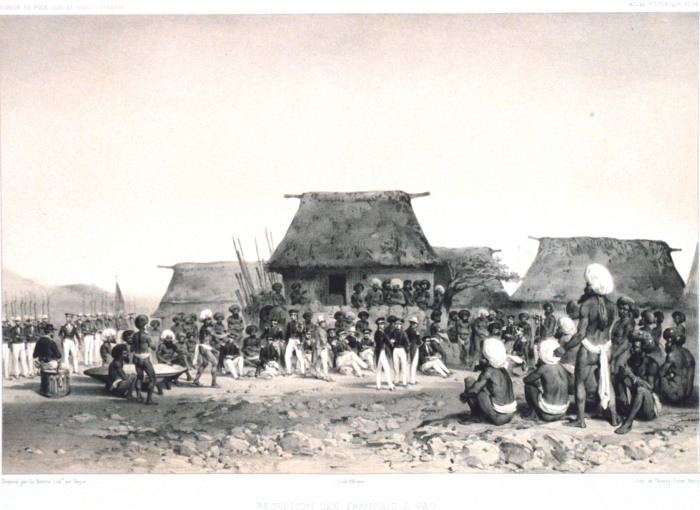
Jules Dumont d'Urville wordt ontvangen door inheemse bevolking

## Onderzoek
Dumont d'Urville maakte op basis van zijn reizen om de wereld navigatiekaarten, die tot halfweg de 20e eeuw werden gebruikt. Hij deed etnografisch onderzoek in de Stille Zuidzee. Hij deelde het gebied op in Polynesië, Melanesië, Micronesië en Maleisië. Ook deed hij belangrijk onderzoek naar flora en fauna. Van zijn laatste reis om de wereld deed hij verslag in het tiendelige Le voyage au pôle sud et dans l’Océanie sur les corvettes l’Astrolabe et la Zélée.

## Dood
Dumont d'Urville kwam op 8 mei 1842, samen met zijn vrouw en zoon, om het leven in een treinongeluk bij Meudon nabij Parijs. Hij is begraven op het Cimetière du Montparnasse in Parijs.